# Tinissa transversella
Tinissa transversella är en fjärilsart som beskrevs av Walker 1864. Tinissa transversella ingår i släktet Tinissa och familjen äkta malar.
Artens utbredningsområde är Sarawak. Inga underarter finns listade i Catalogue of Life.